# Hôn nhân cùng giới ở Andorra
Hôn nhân cùng giới ở Andorra hợp pháp từ ngày 17 tháng 2 năm 2023. Andorra thành lập hai chương trình đăng ký cho các cặp cùng giới: kết hợp ổn định vào ngày 23 tháng 3 năm 2005 và kết hợp dân sự vào ngày 25 tháng 12 năm 2014.

## Kết hợp dân sự
Vào tháng 3 năm 2005, Công quốc Andorra đã hợp pháp hóa "kết hợp ổn định".
Luật mới này có hiệu lực sau khi ban hành bởi Hoàng tử Jacques Chirac. Đồng hoàng tử Joan Enric, Giám mục hiện tại của Urgell, đã không ký luật. Mặc dù các đồng hoàng tử đều là Ngoại trưởng của Andorra, nhưng chỉ cần một chữ ký duy nhất để xử phạt và ban hành luật mới, và đặt hàng xuất bản của họ trong Công quốc Andorra.
Mối quan hệ này được gọi là "unió estable de parella" (sự kết hợp ổn định của một cặp vợ chồng) ở Catalan.